# Grevensmolen (Sint-Truiden)
De Grevensmolen is een watermolen op de Molenbeek, gelegen aan Grevensmolenweg 138 te Gorsem, gemeente Sint-Truiden.
Het was een onderslagmolen, die diende als korenmolen. Eind 19e eeuw werd het onderslagrad door een turbine vervangen. De naam van de molen komt van Jean Greven, die in de 16e eeuw molenaar was.
Deze molen, aan de noordwestelijke stadsrand van Sint-Truiden, werd voor het eerst vermeld in 1255. Hij behoorde aan de Abdij van Sint-Truiden. Het wapenschild toont het jaar 1644 en het devies (ombia suaviter) van abt Hubrecht van Sutendael. Muurankers tonen het jaartal 1725. In 1868 werd de molen ingrijpend verbouwd, en ook in 1944 werden wijzigingen aangebracht. In 1963 werd het een magazijn.
De molen raakte verwaarloosd, maar werd in 1981 geklasseerd als monument. In 2014 werd hij aangekocht door Guy Nijssen-Lemmens, die de gebouwen heeft gerenoveerd. Het binnenwerk was echter verdwenen.
Het oude molenhuis, dat het jaartal 1725 draagt, is van baksteen en voorzien van speklagen. Hier tegenaan werden later diverse dienstgebouwen aangebracht.
- Inventaris van het Bouwkundig Erfgoed (Vlaanderen): 22730